# وزارة العلوم والتكنولوجيا (الصين)
وزارة العلوم والتكنولوجيا في جمهورية الصين الشعبية هي وزارة في الحكومة الصين المركزية تنسق أنشطة العلوم والتكنولوجيا في البلاد. تتولى الوزارة صياغة المبادئ التوجيهية والسياسات ذات الصلة للعلوم والتكنولوجيا في تنمية الصين وتعزيز البحوث الأساسية والخاصة في العلوم والتكنولوجيا. تعمل الوزارة على تطوير الموارد البشرية، بما في ذلك إدخال التخطيط الفكري الأجنبي وتنظيم التعاون العلمي والتكنولوجي الدولي وتبادل المواهب وتعزيز قدرات الابتكار الصينية في مجال البحث العلمي الدولي.

## وصلات خارجية
- الموقع الرسمي
(اللغة الإنجليزية)